# Beltangadi
Beltangadi é uma panchayat (vila) no distrito de Dakshina Kannada, no estado indiano de Karnataka.

## Geografia
Beltangadi está localizada a 13° 59′ N, 75° 18′ L. Tem uma altitude média de 685 metros (2247 pés).

## Demografia
Segundo o censo de 2001, Beltangadi tinha uma população de 7302 habitantes. Os indivíduos do sexo masculino constituem 50% da população e os do sexo feminino 50%. Beltangadi tem uma taxa de literacia de 76%, superior à média nacional de 59,5%; com 53% para o sexo masculino e 47% para o sexo feminino. 11% da população está abaixo dos 6 anos de idade.